# Ishikari (Fluss)
Der Fluss Ishikari (jap. 石狩川, Ishikari-gawa) ist ein Fluss auf Hokkaidō in Japan. Er ist heute 268 km lang und ist damit der drittlängste Fluss in Japan und der längste auf Hokkaidō. Er hat mit 14.330 km² das zweitgrößte Wassereinzugsgebiet Japans.
Die Quelle des Flusses liegt auf dem 1.967 Meter hohen Berg Ishikari. Er fließt dann durch Asahikawa und Sapporo. Wichtige Zuflüsse sind der Chubetsu, Uryu, Sorachi und Toyohira.
Bis vor etwa 40.000 Jahren mündete der Fluss bei Tomakomai in den Pazifik. Lava aus dem vulkanisch aktiven Shikotsu-Gebirge blockierte den Flusslauf, so dass er heute in das Japanische Meer mündet.
Der Name des Flusses ist von einem Wort der Ainu abgeleitet, das "sich windender Fluss" bedeutet. Einst mäanderte der Fluss in der Ishikari-Ebene und war so lang wie der Shinano, heute der längste Fluss Japans. Massive Baumaßnahmen begradigten den Fluss und verkürzten ihn um 100 Kilometer, dabei blieben in der Ebene zahlreiche Altarme (三日月湖; Mikazukiko, wörtl. Mondsichelsee).